# Salar de Alconcha
El salar de Alconcha es un lago de aguas con sedimentos de sales ubicado en el extremo norte de la Región de Antofagasta, a los pies del cerro Alconcha.: 16 

## Ubicación
Limita al oriente con el salar de Michincha y al sur con los cabezales del río Loa. Está ubicado dentro de los límites del ítem 020, cuencas fronterizas salar Michincha - río Loa.

## Características
Sus napas no han sido explotadas económicamente. Las características morfométricas y climatológicas más importantes son una altitud de 4250 msnm, un área de drenaje de 128 km², de los cuales el salar ocupa 3,8 km² y el área del espejo de agua de la laguna es 0,5 - 1 km². Las precipitaciones medias alcanzan 200 mm/año y la evaporación potencial a 1620 mm/año con una temperatura media de 3,5 °C.: II-1 
Una laguna de profundidad corta y variable cubre el lecho del salar. Es alimentada por arroyos que surgen de los faldeos adyacentes y se infiltran en el salar alrededor de la laguna. La orilla suroeste es un gran bofedal con vertientes fluyentes y difusas y numerosas pozas de evaporación. Es la única alimentación visible de la laguna.
Sus afluentes más importantes ocurren, según una investigación, probablemente a través de napas en su orilla oriental.: II-5 

## Historia
Luis Risopatrón lo describe brevemente en su Diccionario Jeográfico de Chile de 1924:: 16 
Alconcha (Salar de) 21° 03’ 68° 31’. De mediana estension, se encuientra al pié E del cerro del mismo nombre. 116, p. 199; 134; i 156.